# Alexandre Koyré
Alexandre Koyré (Taganrog, 29 de agosto de 1892 – Paris, 28 de abril de 1964) foi um filósofo francês de origem russa que escreveu sobre história e filosofia da ciência.
Com forte formação filosófica e matemática, Koyré destacou-se por suas interpretações sobre o pensamento de Galileu Galilei, Johannes Kepler, Isaac Newton e René Descartes, defendendo que a ciência moderna não emergiu apenas de observações empíricas, mas sim de profundas transformações conceituais e metafísicas.
Suas obras introduziram uma abordagem histórica da ciência centrada no papel das ideias, influenciando pensadores como Thomas Kuhn e Michel Foucault. Koyré também teve atuação significativa no Collège de France, na École Pratique des Hautes Études e em universidades norte-americanas como Yale e Princeton, contribuindo para consolidar a história da ciência como um campo acadêmico independente.

## Biografia
Alexandre Koyré nasceu em 29 de agosto de 1892 na cidade de Taganrog, no então Império Russo, atualmente situada na Rússia. De origem judaica, emigrou para a França ainda jovem, em parte devido à perseguição antissemita no contexto do Império Russo. Estabeleceu-se em Paris, onde iniciou seus estudos superiores, inicialmente em filosofia e filologia oriental.
Em Paris, foi aluno de alguns dos mais influentes intelectuais da época, como Henri Bergson e Émile Durkheim. Também teve contato com a tradição fenomenológica alemã, estudando com Edmund Husserl em Göttingen, entre 1912 e 1914, experiência que teve forte influência sobre sua formação filosófica. Durante a Primeira Guerra Mundial, alistou-se no exército francês e serviu como voluntário, vindo a obter posteriormente a cidadania francesa.
Após a guerra, concluiu seu doutorado na Sorbonne com uma tese sobre Jacob Böhme, místico alemão do século XVII. Em seguida, dedicou-se ao ensino e à pesquisa, assumindo funções na École Pratique des Hautes Études (EPHE) e, mais tarde, no Collège de France. A partir dos anos 1930, passou a se dedicar mais intensamente à história da ciência, consolidando sua reputação com estudos sobre a Revolução Científica e os fundamentos metafísicos da ciência moderna.
Durante a Segunda Guerra Mundial, Koyré passou uma temporada nos Estados Unidos, onde lecionou em universidades como Yale, Princeton e na New School for Social Research, em Nova York. Seu trabalho contribuiu para o estabelecimento da história da ciência como disciplina autônoma tanto na Europa quanto nos Estados Unidos.
Koyré faleceu em Paris em 28 de abril de 1964, deixando um legado intelectual que continua influente nos campos da filosofia, história da ciência e epistemologia.

## Vida
Koyré nasceu na cidade de Taganrog no seio de uma família russa de origem judaica.
Em Göttingen, na Alemanha, ele estudou com Edmund Husserl e David Hilbert. Husserl não aprovou a dissertação de Koyré, após o que este partiu para Paris. Depois das Meditações cartesianas de Husserl, uma série de conferências proferidas em Paris e um dos mais importantes trabalhos tardios deste filósofo, Koyré encontrou-se repetidamente com ele e influenciou a sua compreensão de Galileo Galilei.
Em Paris, Koyré tornou-se colega de Alexandre Kojève, e ensinou na École Pratique des Hautes Études. Embora mais conhecido como filósofo da ciência, Koyré iniciou-se como historiador da religião. Muita da sua originalidade veio a apoiar-se na capacidade de basear os seus estudos sobre ciência moderna na história da religião e da metafísica.
Koyré centrou-se em Galileo Galilei, Platão, e Isaac Newton. O seu trabalho mais famoso é Do Mundo fechado ao Universo infinito, uma série de conferências apresentadas na The Johns Hopkins University em 1959 sobre a ascensão da ciência moderna e a mudança na percepção científica do mundo no período de Nicolau de Cusa e Giordano Bruno até Isaac Newton. O livro era essencialmente uma síntese das ideias já anteriormente apresentadas por Koyré.
Koyré influenciou muitos filósofos da ciência europeus e americanos, entre os quais Paul Feyerabend e Thomas Kuhn.

## Obra e pensamento
Alexandre Koyré é amplamente reconhecido como um dos fundadores da história intelectual da ciência. Sua abordagem inovadora destacou-se por enfatizar que os grandes avanços da ciência moderna nos séculos XVI e XVII não se basearam unicamente em observações empíricas ou em métodos experimentais, mas envolveram profundas transformações no campo da metafísica e da filosofia natural.
Um de seus conceitos mais influentes é o de que a transição da cosmologia aristotélica-medieval para a visão mecanicista do universo moderno não foi um mero progresso técnico, mas uma ruptura radical com a estrutura conceitual antiga. Koyré argumentou que Galileu, Kepler, Newton e Descartes contribuíram para uma "destruição do cosmos" — isto é, a substituição do universo ordenado e hierarquizado da Antiguidade por um universo homogêneo, infinito e governado por leis matemáticas.
Koyré também criticava as interpretações positivistas e empiristas da ciência. Para ele, o avanço do conhecimento científico não pode ser entendido apenas pela acumulação de dados ou experiências, mas requer uma análise dos paradigmas conceituais e filosóficos que tornam possíveis determinadas formas de pensar. Nesse sentido, sua obra antecipou temas que seriam retomados por pensadores como Gaston Bachelard, Georges Canguilhem e Thomas Kuhn.
Outro aspecto central de seu trabalho foi a análise das relações entre ciência e religião durante a Revolução Científica. Koyré sugeriu que, longe de estarem em conflito, muitos cientistas do período viam suas descobertas como formas de glorificar a ordem divina. Essa ideia foi desenvolvida principalmente em seus estudos sobre Kepler e Newton.
Além de historiador da ciência, Koyré foi também um filósofo influenciado pela fenomenologia e pelo idealismo alemão. Sua formação com Edmund Husserl e seu interesse por Jacob Böhme, Leibniz e Hegel são visíveis na profundidade conceitual de suas análises.

## Principais publicações
- Études galiléennes. Paris: Hermann, 1939
- La Philosophie de Jacob Boehme. Paris, J. Vrin, 1929.
- Introduction à la lecture de Platon. Paris: Gallimard 1994.
- From the Closed World to the Infinite Universe. New York: Harper, 1958.

### Traduções em português
- Do mundo fechado ao universo infinito. Lisboa: Gradiva, 1961.
- Considerações sobre Descartes. Lisboa: Ed. Presença, 1963.
- Introdução à leitura de Platão. Lisboa: Presença/Säo Paulo: Livr. Martins Fontes, 1979.
- Estudos galilaicos. Lisboa: D. Quixote, 1986.
- Estudos de história do pensamento científico. Tradução de Márcio Ramalho. Rio de Janeiro: Forense Universitária, 2011.
- Galileu e Platão. Lisboa: Gradiva, sem data. Tradução de Maria Teresa Brito Curado.

## Legado e influência
A obra de Alexandre Koyré exerceu grande impacto sobre o desenvolvimento da história e filosofia da ciência no século XX. Sua ênfase nas transformações conceituais e filosóficas da ciência moderna contribuiu para deslocar o foco do simples acúmulo de descobertas para a análise crítica dos fundamentos do pensamento científico.
Entre os pensadores influenciados por Koyré destacam-se Georges Canguilhem, que também articulava filosofia e história da ciência, e Thomas Kuhn, autor de A Estrutura das Revoluções Científicas. Kuhn reconheceu a importância dos estudos de Koyré para o desenvolvimento de sua própria noção de "paradigma".
Koyré também ajudou a institucionalizar a história da ciência como disciplina autônoma na França, nos Estados Unidos e em outros países. Seu trabalho acadêmico influenciou a criação de centros de pesquisa e revistas especializadas, além de formar uma geração de pesquisadores comprometidos com a análise crítica das ideias científicas em seu contexto histórico.
Sua abordagem filosófica e erudita continua a ser referência para estudiosos que investigam não apenas o conteúdo das teorias científicas, mas também os contextos intelectuais, culturais e metafísicos que as tornaram possíveis.